# Youssef El Mousaoui
Youssef El Mousaoui (Antwerpen, 30 mei 1977) is een Belgisch cabaretier.

## Biografie
El Mousaoui begon zijn carrière als vastgoedadviseur en richtte in 2004 zijn eigen bedrijf op in Antwerpen. Op zoek naar ontspanning schreef El Mousaoui zich in voor theaterlessen. Hij stuurde hierbij zonder het te beseffen een mail naar een comedybureau op zoek naar nieuw talent. De boekingsagent van dit bureau en bovendien ook manager van Nigel Williams, Bob van Muylder, stelde voor om El Mousaoui mee te nemen naar een show van Nigel Williams. Aanvankelijk was El Mousaoui niet echt geïnteresseerd, maar de naam van Nigel Williams' show De Terrorist, maakte hem nieuwsgierig.
El Mousaoui bezocht deze show in Kozen, Belgisch Limburg. Tijdens de pauze vroeg Williams naar El Mousaoui's mening en indrukken waarop deze gevat antwoordde: “Ik kan dat veel beter”. Deze simpele zin bleek niet zonder gevolgen. El Mousaoui mocht de daad bij het woord voegen en stond enkele minuten later zonder voorbereiding voor het eerst op de planken. Hij opende vol overtuiging met de zin: “Hallo, ik ben een Marokkaan … Sorry, maar ik ben het niet gewoon dat mensen naar mij kijken terwijl ik werk”. Een dag later speelde El Mousaoui in het voorprogramma van Alex Agnew en twee dagen later in dat van Henk Rijckaert. Een week later stond hij in de finale van 123 Comedy Award. Nog een maand later nam hij deel aan de Comedy All Stars met grote namen zoals Bert Kruismans, Nigel Williams en Raf Coppens.
In januari 2007 debuteerde hij met zijn eerste onemanshow 100% Legaal. Zijn tweede show, Monkey Business ging in première op 3 oktober 2008 in de Roma Schouwburg in Antwerpen. In deze show bouwde El Mousaoui verder op het elan van zijn eerste show, waarin hij het heeft over de vooroordelen van Vlamingen tegenover Marokkanen. De Standaard schreef hierover: “Youssef El Mousaoui treedt met zijn tweede show voorzichtig in de voetsporen van Najib Amhali, het grote Nederlandse voorbeeld”. Vanaf 2010 trad El Mousaoui ook in Nederlandse theaters op. Zijn derde show, Child's Play, ging op 2 februari 2011 in première. Deze keer ging Youssef als kersverse vader op zoek naar de geheimen en de valkuilen van het vaderschap.
El Mousaoui beperkte zich niet tot stand-upcomedy. Hij maakte zijn debuut als acteur in de film Los van Jan Verheyen uit 2008. In 2011 was hij stemacteur voor de rol van Omar Ben Salaad in de Vlaamse versie van Steven Spielbergs The Adventures of Tintin: The Secret of the Unicorn. Verder was El Mousaoui te gast in talrijke Vlaamse en Nederlandse radio- en televisieprogramma's.
Ook in 2011 trad El Mousaoui op als organisator van “Arabian Comedy Night”. Daarvan vond de eerste editie plaats in de Koningin Elisabethzaal in Antwerpen en had verschillende grote comedians uit Marokko op de affiche. Een tweede editie werd in 2012 georganiseerd.
In de loop van 2013 tot 2015 bracht hij een best of van zijn materiaal uit 6 jaar stand-upcomedycarrière uit getiteld The Best of Youssef.
In 2016 kwam El Mousaoui met een nieuwe show getiteld Helemaal alleen, waarin hij het had over de tegenslagen die hij het voorbije jaar te verwerken kreeg.

## Werk

### Theaterprogramma's
- Seizoen 2007-2008: 100%Legaal, onemanshow, tournee in België
- Seizoen 2007-2008: Leila & Ali show, duocabaretshow met Öznur Karaca, o.a. over rolpatronen
- Seizoen 2008-2010: Monkey Business, onemanshow, tournee in België
- Seizoen 2010-2011: Monkey Business, onemanshow, 1ste tournee in Nederland
- Seizoen 2011-2013: Child's play, onemanshow, tournee in België
- Seizoen 2012-2013: Child's play, onemanshow, tournee in Nederland
- Seizoen 2013-2014: Het Schaap van Vlaanderen, schoolvoorstelling met Frank van Erum
- Seizoen 2013-2014: Meester, Achmed begint weer!, schoolvoorstelling
- Seizoen 2014-2015: Best off, onemanshow, tournee in België
- Seizoen 2016 - 2018: Helemaal alleen, onemanshow
- Seizoen 2018-2021: "Yallah naar België", samen met Helga van Der Heyden

### Wedstrijden
- April 2006: Finalist 123 Comedy Award, BELGIË , 5de plaats
- Mei 2006: Finalist Comedy Lounge, BELGIË, 2de plaats
- Juni 2006: Finalist Gaga Cup, BELGIË, 2de plaats
- April 2008: Finalist Zwarte Kat Trofee, Nederland, 4de plaats

### Film
- 2008: Los, film van Jan Verheyen
- 2009: Importlow, Court métrage français par le réalisateur Adil El Arbi
- 2010: Astaghfiro, Kortfilm, geregisseerd door Adil El Arbi
- 2011: Kuifje: Het geheim van de eenhoorn, stem van Omar Ben Salaad, Steven Spielberg
- 2011: Niet zijn thuis, Pita Productions
- 2012: De Laatste Hand, film van Nore Maatala
- 2012: Innocent Belgium, film in postproductie van Steve de Roover
- 2012: Once upon a hit girl, film in postproductie van Alwin VDV
- 2012: Heart-Earth Breaking, reportage in postproductie van Youssef El Mousaoui en Moussa Fathi
- 2013: Choco Chocolat, Kortfilm van Moussa Fathi en Nore Maatala

### Organisator
- 2011: 1ste Arabian Comedy Night in Vlaanderen, met Abderaouf, Mohamed Harraga, Khiari, Abdelfettah Jaouadi en Imad 'Ntifi
- 2012: 2de Arabian Comedy Night in Vlaanderen, met Said Naciri
- 2012: Comedy with Benefits for Agadir (1), Mei, met 11 comedians ten voordele van de daklozen in Agadir, met Hakim Traida, Senea Yordhaira, Hicham Ennadre, Arbi El Ayachi, Samir Fighil, Farbod, Hatim Filali, Derek Otte, Latif Ait, Omar Ahadaff en Youssef El Mousaoui
- 2012: Comedy with Benefits for Agadir (2), December, met Hatim Filali, Derek Otte, Sharda Dewie, Drizay, Hakim Traida, Omar Ahadaff en Youssef El Mousaoui
- 2013: Sweet Comedy, Ladies Only, met Moussa Fathi, met Soundos El Ahmadi, Youssef El Mousaoui, Nabil Oualad Ayad, Alex Ploeg, Veerle Malschaert & Gorsha Davidova.